# Mary-Louise Parker
Mary-Louise Parker (Fort Jackson (South Carolina), 2 augustus 1964) is een Amerikaanse actrice. Ze won Golden Globes met haar rollen in Angels in America (2004) en Weeds (2005). Daarnaast kreeg ze voor Angels in America ook een Emmy Award in 2004 en voor Weeds een Satellite Award in 2005.
Parker groeide op in South Carolina als kind van een Amerikaanse vader en een Zweedse moeder. Eind jaren tachtig verhuisde ze naar New York om er carrière te maken als actrice. Haar eerste grote rol kreeg ze in de Broadway-productie Prelude to a Kiss in 1990, waarvoor ze haar eerste nominatie voor een Tony Award kreeg. Elf jaar na dato won ze de prestigieuze toneelprijs ook daadwerkelijk voor haar rol in Proof.

## Weeds
Naast meer dan twintig afleveringen als Amy Gardner in televisieserie The West Wing, begon Parker in 2005 als hoofdpersonage Nancy Botwin in Weeds, over een weduwe die na de dood van haar man gaat bijverdienen met een handeltje in hasj en wiet. Dit resulteerde in nominaties voor onder meer een Emmy Award in 2007 en 2008, een gewonnen Golden Globe in 2006 en verdere nominaties daarvoor in 2007, 2008 en 2009.
Parker is nooit getrouwd, maar heeft wel twee kinderen. In januari 2004 beviel ze van zoon William Atticus Parker, die ze kreeg met acteur Billy Crudup. Twee maanden daarvoor waren ze uit elkaar gegaan na een relatie van zeven jaar. Parker adopteerde op haar 43e een tweede kind uit Afrika, dochter Caroline Aberash Parker.

## Filmografie
*Exclusief televisiefilms
| - Red Sparrow (2018) - Behaving Badly (2014) - Jamesy Boy (2014) - RED 2 (2013) - R.I.P.D. (2013) - RED (2010) - Howl (2010) - Solitary Man (2009) - The Spiderwick Chronicles (2008) - The Assassination of Jesse James by the Coward Robert Ford (2007) - Romance & Cigarettes (2005) - Vinegar Hill (2005) - Saved! (2004) - The Best Thief in the World (2004) - Red Dragon (2002) - The Quality of Mercy (2002) - Pipe Dream (2002) | - The Five Senses (1999) - Let the Devil Wear Black (1999) - Goodbye Lover (1998) - Murder in Mind (1997) - The Maker (1997) - The Portrait of a Lady (1996) - Reckless (1995) - Boys on the Side (1995) - Bullets Over Broadway (1994) - The Client (1994) - Mr. Wonderful (1993) - Naked in New York (1993) - Fried Green Tomatoes (1991) - Grand Canyon (1991) - Longtime Companion (1990) - Signs of Life (1989) |

- Bibsys: 4009066
- Biblioteca Nacional de España: XX1110815
- Bibliothèque nationale de France: cb14027612g (data)
- Catàleg d'autoritats de noms i títols de Catalunya: 981058511322006706
- Gemeinsame Normdatei: 131800183
- International Standard Name Identifier: 0000 0001 1033 3296
- Library of Congress Control Number: no96021169
- MusicBrainz: 916c0080-1227-441b-b4e3-5c1c66266470
- Nationale Bibliotheek van Tsjechië: xx0085801
- Nationale bibliotheek van Australië: 42116736
- Nationale Bibliotheek van Israël: 987007330774205171
- Nationale Bibliotheek van Polen: a0000001613036
- Nederlandse Thesaurus van Auteursnamen: 202594939
- Réseau des bibliothèques de Suisse occidentale: 02-A026660030
- SNAC: w6029b1h
- Système universitaire de documentation: 134095138
- Trove: 1456862
- Virtual International Authority File: 117975966
- WorldCat: E39PBJtX8fCcKm648C47ctbfMP